# فرودگاه بین‌المللی لاچین
فرودگاه بین‌المللی لاچین (به لاتین: Lachin International Airport) یک فرودگاه بین‌المللی در جمهوری آذربایجان است که در شهرستان لاچین واقع شده‌است. ساخت فرودگاه در می ۲۰۲۱ آغاز شد. این فرودگاه در بلندای ۱۷۰۰ تا ۱۸۰۰ متر از سطح دریا، بلندترین فرودگاه جمهوری آذربایجان خواهد بود. این فرودگاه به ترتیب کمی بیش از ۳۰ و ۶۰ کیلومتری از شهر لاچین و کلبجر و حدود ۷۰ کیلومتری از شهر شوشی واقع شده است.